# Olof Larsson (Ångköks-Olle)
Olof ”Ångköks-Olle” Larsson, född 19 juli 1850 i Säve socken, Göteborgs och Bohus län, död 31 juli 1931 i Wetaskiwin i Kanada, var en svensk gjutare och ångköksföreståndare i Stockholm som ställde upp som frihandelsvänlig kandidat i valet 1887 till andra kammaren från Stockholms stad. 
År 1887 hade präglats av hårda politiska strider kring tullfrågan, den så kallade tullstriden 1887. I valet fick de frihandelsvänliga in 125 ledamöter, mot 97 för protektionisterna, däribland 22 frihandlare från Stockholms stad.
Protektionisterna tog dock tillbaka majoriteten i andra kammaren. Det visade sig nämligen att Ångköks-Olle hade en obetald skatteskuld för kommunalskatt om 11 kronor och 58 öre. Enligt den dåvarande Riksdagsordningen var den som hade skatteskulder inte valbar, och alla valsedlar med Ångköks-Olles namn var därför ogiltiga. Detta ledde till att samtliga 22 frihandelsvänner från Stockholms stad förlorade sina platser och ersattes med 22 protektionister. Andra kammaren hade nu plötsligen 119 protektionister mot 103 frihandelsvänliga, och majoritetsförhållandena hade därför kastats om av Ångköks-Olles skatteskuld. Åtgärden konfirmerades i Högsta domstolen.
Händelsen fick mycket stor uppmärksamhet, och saknar närmast motstycke i svensk politisk historia. Andrakammarvalet 1887 kom att kallas ”ångköksvalet” och en samtida skämtteckning visade hur Ångköks-Olle, stående på en sockel med det ödesdigra skuldbeloppet (11 kr 58 öre) ingraverat, skyldrar slev medan protektionisterna paraderar förbi ridande på de varor som nu skulle beläggas med tull.
Protektionisterna firade sin oväntade seger med en bankett på restaurang Hasselbacken på Södra Djurgården i Stockholm. Menyn kostade exakt 11 kronor och 58 öre per deltagare. 
Av allt att döma var Ångköks-Olle (som nominerades bland annat på grund av sin fackliga bakgrund) helt omedveten om att han hade en skatteskuld. Skatteväsendet i Stockholm var dåligt utvecklat, och det var nästan aldrig som skatteskulder från andra kommuner blev utkrävda. Efter skandalen i valet utsattes han för hård kritik från frihandelsvännerna och emigrerade snart till Kanada, där han levde ännu 1929.
Han var gift med Anna Kristina Svahn (1847–1921) från Bankeryds socken, och makarna flyttade till Sundsvall 1890. År 1892 återkom hon ensam därifrån till Stockholm efter att mannen flyttat till Amerika.